# کانون کارگردانان سینمای ایران
کانون کارگردانان سینمای ایران تشکلی صنفی، مستقل و ناسودبر، متشکل از کارگردانانِ حرفه‌ای سینمای ایران است.
این کانون یکی از اصناف خانه سینمای ایران می‌باشد.
دفتر اصلی کانون در تهران است و هدف از تشکیلِ این کانون، حفظ و صیانتِ حقوقِ مادی و معنوی اعضا و کمک به ارتقاء کیفی سینمای ایران است.